# Sự kiện người ngoài hành tinh khả nghi ở hồ Gia Minh
Sự kiện người ngoài hành tinh khả nghi ở hồ Gia Minh (tiếng Trung: 嘉明湖疑似外星生物事件; Hán-Việt: Gia Minh hồ nghi tự ngoại tinh sinh vật sự kiện; bính âm: Jiā mínghú yísì wài xīng shēngwù shìjiàn) là bức ảnh một sinh vật nghi là người ngoài hành tinh do nhân viên cảnh sát Trần Vịnh Hoàng (陳詠鍠) thuộc Đại đội 6, Tổng đội 7 Cảnh sát An ninh Sở Cảnh sát Bộ Nội chính chụp bằng iPhone 4 vào lúc 8 giờ 38 phút 3 giây ngày 6 tháng 5 năm 2011, gần hồ Gia Minh, hương Hải Đoan, huyện Đài Đông, Đài Loan.
Bức ảnh này đã được Hội UFO học Đài Loan nghiên cứu và công bố tại Đại hội Thành viên lần thứ 10 vào ngày 22 tháng 12 năm 2012, khiến nhiều phương tiện truyền thông đưa tin và thảo luận về một số chương trình. Nhưng các cơ quan chức năng sau đó khẳng định bức ảnh này đã qua chỉnh sửa. Tuy nhiên đến nay người ta vẫn hoài nghi về câu trả lời này.

## Diễn biến
Ngày 14 tháng 5 năm 2011, một số thành viên của đội tuần tra trên núi, trong đó có nhân viên Đội Cảnh sát Công viên Quốc gia Ngọc Sơn tên Trần Vịnh Hoàng thuộc Đại đội 6, Tổng đội 7 Cảnh sát An ninh Sở Cảnh sát Bộ Nội chính đã sử dụng điện thoại di động iPhone 4 của mình để chụp phong cảnh hồ Gia Minh tại hương Hải Đoan, huyện Đài Đông, lúc đó không có gì bất thường. Sau khi xuống núi, anh liền phóng to ra xem lại ảnh vừa chụp thì mới sửng sốt vì trong ảnh xuất hiện bóng người kỳ lạ rất có thể là một người ngoài hành tinh. Bức ảnh miêu tả một sinh vật giống với con người, song hình dáng đầu rất kỳ lạ, đôi bàn tay dài lượt thượt, cánh tay và ngón tay trông như cánh bướm. Về sau Trần Vịnh Hoàng đã mang nộp bức ảnh này cho Hội UFO học Đài Loan và các đơn vị khác để kiểm chứng. Khi đó, đội cảnh sát bèn lập biên bản khiển trách đối với viên cảnh sát họ Trần, đồng thời chuyển bức ảnh đến Cục An ninh Quốc gia Trung Hoa Dân Quốc, xếp loại hồ sơ mật. Sau đó, Cục An ninh Quốc gia đã gửi bức ảnh này sang Mỹ để giám định và cuối cùng xác nhận đây không phải là hình ảnh giả mạo.

## Phân tích
Qua quá trình phân tích của Hội UFO học, người ta mới kết luận rằng sinh vật chưa được biết đến này có màu xám và trong suốt với bàn tay có màng, Ngoài ra, nó còn xuất hiện một cái hố va chạm ở hồ Gia Minh có tên là Nước mắt Thiên thần (thực ra là một hồ băng trên cao) nên khả năng rất lớn đây chính là sinh vật ngoài hành tinh. Sau khi phân tích, giới chuyên gia nhiếp ảnh trong Hội UFO học Đài Loan cũng tin rằng khả năng gian lận ảnh chụp là rất thấp.
Tuy nhiên, vài nhà phân tích hình ảnh được giới truyền thông thuê tin rằng đó chỉ là ảnh ghép hoặc ảnh tổng hợp do phần mềm chỉnh sửa ảnh tạo ra mà thôi. Một số cư dân mạng cho rằng nguyên nhân là do nhiếp ảnh gia đã bật một trong các chức năng chụp ảnh của iPhone 4: HDR (Dải động cao) và hiện tượng hình ảnh chồng chéo là do chuyển động của mục tiêu. Tuy nhiên, anh cảnh sát chụp ảnh cho biết lúc đó không có người qua lại, chỉ chụp phong cảnh nên thấy lạ.